# August Brass

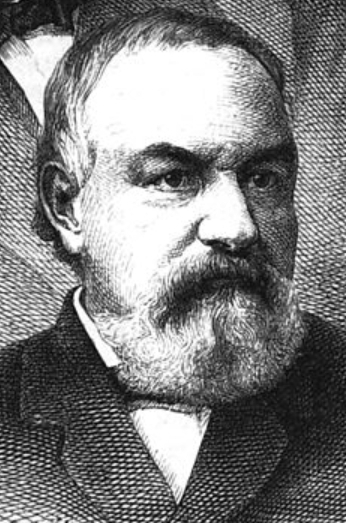
August Brass, 1869

August Heinrich Brass (auch: Braß, * 30. Juli 1818 in Berlin; † 8. Dezember 1876 in Wochowsee) war ein deutscher Autor und Journalist. Er war zunächst demokratisch-revolutionär gesinnt, ehe er Otto von Bismarck publizistisch unterstützte.

## Leben

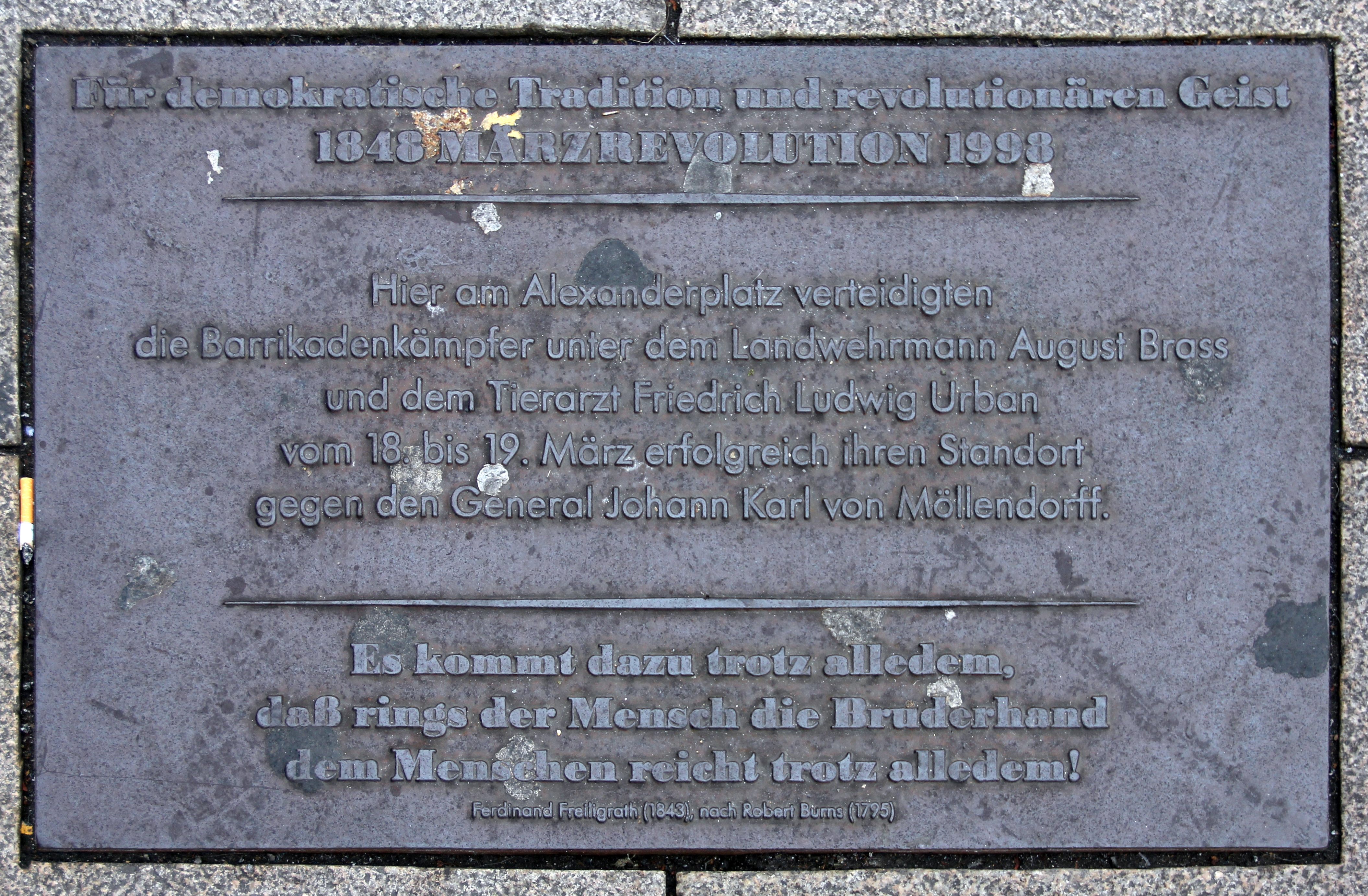
Gedenktafel, Alexanderplatz, Berlin-Mitte

Brass, Sohn eines Gerichtsrats, besuchte in Berlin das Friedrichstädtische Gymnasium und studierte an der Friedrich-Wilhelms-Universität Philosophie und Geschichte. Anschließend war er als Journalist und Schriftsteller tätig. Er schrieb Romane, Sachbücher und politische Schriften. So verfasste er 1843 eine Chronik von Berlin, Potsdam und Charlottenburg. Im Jahr 1844 veröffentlichte er den fünfbändigen Kolportageroman Die Mysterien von Berlin. Er kopierte damit das Vorbild Les Mystères de Paris von Eugène Sue. Dabei hat er zwar den sozialkritischen Aspekt des Vorbilds anerkannt, beutete aber mit Blick auf das Publikumsinteresse vor allem die sensationellen Motive aus.
Als überzeugter Demokrat nahm er aktiv an der Märzrevolution 1848 in Berlin teil. Er kämpfte am 18. März 1848 auf den Barrikaden am Alexanderplatz in Berlin. Eine Gedenktafel erinnert an den Standort der Barrikade: „Hier am Alexanderplatz verteidigten/ die Barrikadenkämpfer unter dem Landwehrmann August Brass/ und dem Tierarzt Friedrich Ludwig Urban/ vom 18. bis 19. März erfolgreich ihren Standort/ gegen den General Johann Carl von Möllendorff.“  Er verfasste noch im selben Jahr einen gedruckten Bericht über die Kämpfe.
1849 wurde er Soldat im badischen Volksheer, das gegen die antirevolutionären Kräfte während der Reichsverfassungskampagne kämpfte. Für seine linke Position spricht sein Gedicht zu den deutschen Farben: „Du Schwarz-Rot-Gold, in Nacht und Graus/ Muss sich dein Schimmer trüben./ Das Gold der Freiheit stahl man daraus,/ Das Schwarz, wir werfen es selbst heraus./ Das Rot ist nur geblieben. // So woll’n wir denn mit frischen Muth/ Das Banner neu uns färben,/ Wir färben echt, wir färben gut,/ Wir färben’s mit Tyrannenblut,/ Diesmal soll’s nicht verderben! (…)“
Nach dem Scheitern der Revolution 1849 floh er als Emigrant in die Schweiz. Auch dort verfasste er Darstellungen über die Revolution in Deutschland. Er war 1859/60 Chefredakteur der „Neuen Schweizer Zeitung“ und der „Grenzpost.“
Nach Erlass einer Amnestie kehrte er 1861 aus dem Exil zurück. In Berlin kaufte er 1862 die Norddeutsche Allgemeine Zeitung. Die Zeitung war großdeutsch und demokratisch gesinnt. Als Redakteure stellte er unter anderem Wilhelm Liebknecht, Robert Schweichel und Lothar Bucher an.
Mit Bestechungsgeldern sorgte Bismarck dafür, dass die „Norddeutsche Allgemeine Zeitung“ mehr und mehr im Sinne der preußischen Regierung berichtete. Brass begann daher allmählich die politische Ausrichtung des Blattes im Interesse Bismarcks zu ändern. Wilhelm Liebknecht gab daraufhin seine Stelle am Blatt auf. Brass erwies sich aber als zu eigenwillig, alle Anweisungen Bismarcks zu befolgen. Es kam zum Bruch. 1872 verkaufte er das Blatt, das nun noch mehr zum Sprachrohr Bismarcks wurde und jährlich 30.000 Mark als eine Art ‚Druckkostenzuschuss‘ erhielt.

## Werke (Auswahl)
- Das Preußische Vaterland. Bunte Erzählungen aus Preußen's Vergangenheit, Sagen von Städten, Burgen u. Klöstern aus den Tagen der Heiden- u. Ritterzeit u. der neueren Geschichte, nebst einer Gallerie von werthvollen […] Stahlstichen. Berlin, 1841
- Borussia. Volksgeschichte des Preußischen Staates. 3 Bde. Berlin, 1841/42
- Chronik von Berlin, Potsdam und Charlottenburg, von der Entstehung dieser Städte bis auf die neuesten Zeiten. Berlin, 1843 Digitalisat
- Die Mysterien von Berlin. 5 Bde. Berlin, 1844 Digitalisat Bd. 4
- Der Scharfrichter von Berlin. Eine historisch-romantische Erzählung aus der Zeit des 17. Jahrhunderts. Berlin, 1844
- Der Proselyt. Roman aus den letzten Regierungsjahren Friedrich Wilhelm III. Berlin, 1846 Digitalisat
- Das Gespenster-Haus. Eine Geister-Geschichte aus Berlin's Gegenwart. Berlin, 1847
- Berlin's Barrikaden. Ihre Entstehung, ihre Verteidigung und ihre Folgen. Berlin, 1848 Digitalisat
- Drei schöne, neue, rothe Lieder, gemacht in diesem Jahr. Berlin, 1848
- Die Glocke auf Sanct Nicolai. Historische Erzählung aus Berlin's Vorzeit. Berlin, 1849
- Der Freiheitskampf in Baden und in der Pfalz im Jahre 1849. St. Gallen, 1849 Digitalisat
- Vaters Fluch. Erzählungen aus dem Nordamerikanischen Freiheitskriege. Hamburg, 1850  Digitalisat
- Was Noth ist. Eine politische Studie. Genf, 1860 Digitalisat